# Fernando Stefanizzi
Fernando Stefanizzi (Muro Leccese, 1º febbraio 1957 – San Damiano d'Asti, 8 febbraio 1988) è stato un militare italiano, Carabiniere Scelto dell'Arma dei Carabinieri, insignito di Medaglia d'oro al valor militare alla memoria.

## Biografia
Fernando Stefanizzi nato a Muro Leccese (LE) il 1º Febbraio 1957, assolti gli obblighi scolastici ed esercitata l'attività di fornaio in gioventù, ancora minorenne, il 23 maggio 1974, si arruolò nell'Arma e frequentò il Corso Allievi presso il Battaglione di Chieti, conseguendo la nomina a Carabiniere il 15 novembre 1974. Destinato alla Legione di Alessandria, prestò servizio alla Stazione di Bagnolo Piemonte (CN), ove nel 1980 conseguì la qualifica di "Scelto". Nell'aprile 1981 fu trasferito prima alla Stazione di Mornese (AL) e subito dopo a quella di Oviglio (AL). Il 9 luglio 1981 raggiunse la sede di San Damiano d'Asti. Qui,l'8 Febbraio 1988, a seguito delle numerose rapine ai danni di Uffici Postali, veniva predisposto un accurato servizio antirapina, strutturato su quattro coppie di militari, tre automontate ed una appiedata, in abiti borghesi. Quest'ultima, composta dal Comandante della Stazione, Maresciallo Capo Giuseppe Mancuso, e dal dipendente Carabiniere Scelto Fernando Stefanizzi. Alle ore 12:40 in piazza Libertà, di fronte la chiesa barocca di San Damiano, chiusa perché giorno di mercato, i due militari notarono un individuo sospetto introdursi nell'Ufficio postale; subito il Maresciallo, dopo aver disposto che Stefanizzi rimanesse vicino alla porta pronto ad intervenire, seguì l'uomo all'interno, sorprendendolo mentre, minacciando il direttore, stava riempendo una sacca con denaro contante. Il sottufficiale intimava al rapinatore di arrendersi e di gettare la pistola, avvicinandosi al malintenzionato per disarmarlo. Dietro di lui, però, un complice entrato nel locale tempo prima, lo aggrediva alle spalle colpendolo alla testa con il calcio di una pistola. Il Maresciallo Mancuso ingaggiando una colluttazione con i rapinatori dovette cedere la propria arma. In quel momento Stefanizzi, impugnando la pistola e accovacciato sulle ginocchia, spalancava la porta e senza alcuno scrupolo uno dei due criminali aprì immediatamente il fuoco, ferendo mortalmente il militare che, da terra, riusciva ad esplodere cinque colpi attingendo a sua volta un malvivente. I due rapinatori fuggivano dall'Ufficio tenendo come ostaggio il Maresciallo Mancuso che tentando nuova reazione li costringeva ad abbandonare la sacca contenente la refurtiva (circa due milioni e mezzo di lire). Mentre i tre salivano su un'autovettura con targa rubata, Stefanizzi veniva subito soccorso e spirava durante il trasporto in ospedale, a causa della potente emorragia causata dalla ferita. Il Maresciallo Mancuso dopo oltre un'ora veniva rilasciato alla periferia di Chieri (TO) riportando contusioni al capo e al volto. 

## Riconoscimenti
Una targa commemorativa in memoria del caduto è stata apposta in Piazza Libertà di San Damiano d'Asti sotto gli archi del palazzo comunale. Tradizionalmente l'8 febbraio di ogni anno le autorità locali depongono una corona in memoria del militare caduto.
La città di nascita, Muro Leccese, ha intitolato la villa comunale al Carabiniere.
Il comune di Lecce ha intitolato alla memoria di Stefanizzi una via che collega la strada provinciale Lezze - San Cataldo con la strada provinciale 364.
Nel 1998, il 215º Corso Allievi Carabinieri Ausiliari svoltosi presso la Scuola Allievi Carabinieri di Torino, presso la "Caserma Cernaia" è stato intitolato al caduto.
La Stazione dei Carabinieri di Neive è stata intitolata alla sua memoria.
Il 4 aprile 2013, la caserma sede della Stazione Carabinieri di San Damiano d'Asti è stata intitolata alla sua memoria.